# Бахчешехир II
„Бахчешехир II“ (на турски: Bahçeşehir 2. Kısım) е квартал на Истанбул, разположен в околия Башакшехир. Общата му площ е 8,7 км2. Според данни на Адресната система за регистриране на населението (ABPRS) към 2023 г. населението на „Бахчешехир II“ е 60 171 жители.